# گو بیبی
گو بیبی (انگلیسی: Gu Beibei؛ زادهٔ ۲۵ نوامبر ۱۹۸۰) شناگر موزون اهل چین است.